# 左光平
左光平（1982年9月10日—），經紀人、唱片企劃、廣播主持人、作詞人、文字工作者。左光平出生於台北，畢業於師大附中。輔仁大學時期在電視台擔任執行製作，之後參加歌唱選秀奪冠後出道。曾獲東森全球新人王台灣區冠軍，並發行個人創作專輯。現任創作歌手艾怡良經紀人，中廣流行網【音樂聽光光】節目主持人，近年擔任金曲獎等多項大獎評審。文字作品及樂評常見於各大雜誌及網路媒體。現任高雄流行音樂中心董事，亦擔任台北流行音樂中心績效評鑑委員。

## 作品及工作內容

### 評審
- 2011年起　金曲獎流行音樂類評審委員（目前共擔任第22-24屆、第26-29屆、第31-32屆以及第34屆。）
- 2014年　金音創作獎資格審暨評審委員（目前共擔任第5屆、第6屆、以及第8屆。）
- 2014年起　H.O.T. 全國校際原創音樂大賽、金旋獎、Myfone行動創作獎評審委員、台北音樂不斷電創作大賽、淡江大學金韶獎等各音樂獎項之評審委員
- 2023年　高雄流行音樂中心樂團興奮波評審長
- 2023-2024年  StreetVoice Awards 街聲年度音樂趨勢大獎評審
- 2024年　電視金鐘獎評審

### 文字寫作
- 2017起　《聯合報》【聯合好評】專欄
- 2024　張惠妹《解藥之書》總編輯
- 2025　高雄流行音樂中心《閱讀音樂》客座主編
- 2025　《當代音樂人求生指南：版權、合約、產業的十堂法律課》第七章附筆作者－從《五燈獎》到《原子少年》：音樂選秀與綜藝節目創造的台灣流行音樂

-
- 2008-2011　《FHM男人幫》國際中文版樂評專欄作家
- 2012　《爽報 (台灣)》【明星飯局】專欄寫作
- 2013-2015　《小日子》雜誌音樂及專欄寫作
- 2018-2020 《壹週刊》<左腦戀愛> 專欄

### 主持
- 現任 i Like Radio 中廣流行網【音樂聽光光】節目主持人

-
- i Like Radio 中廣流行網【音樂放題】、【週日音樂盒】節目主持人
- 東森電視「百戰大勝利」、「明星高校」節目主持人
- 金曲獎頒獎典禮幕後花絮、廣播金鐘新聞中心主持人

### 音樂創作
- 2013年　分手說愛你－歌詞　陳芳語 《金式代》專輯
- 2015年　都會感－歌詞　HUSH 《機會與命運》專輯
- 2016年　該忘的日子－歌詞　郭靜 《我們曾相愛》專輯
- 2017年　直的彎的－歌詞　廖允杰 數位單曲
- 2017年　戀愛不客氣－歌詞　李代沫 《你來 我在》專輯
- 2018年　最精采的舞步－歌詞　吳莫愁 數位單曲（東方衛視－新舞林大會節目主題曲）
- 2018年　拜託了－歌詞　何潔 單曲
- 2018年　好好聊天－歌詞　葉瑋庭 數位單曲
- 2019年　追不上的你－詞／曲／唱　《潮間帶·三》　合輯
- 2020年　開場演出：我的金曲－改編詞　魏如萱　第31屆金曲獎頒獎典禮
- 2021年　永恆這事不好說－歌詞　彭佳慧 《太難唱了》專輯
- 2021年　以灰之名－歌詞　艾怡良 《偏偏我卻都記得》專輯
- 2021年　算數－歌詞　張懷顥 《Mike張懷顥Vol.1 創作專輯》專輯
- 2021年　見好就放－歌詞　宋念宇 《無視》專輯
- 2021年　沒什麼不好－歌詞　宋念宇 《無視》專輯
- 2021年　你走吧－歌詞　宋念宇 《無視》專輯
- 2022年　破碎的完整－歌詞　宋念宇 影集《她和她的她》主題曲
- 2023年　掩蓋－歌詞　蓋兒 Gail 《無法掩蓋》專輯
- 2023年　其實我攏知－歌詞　蓋兒 Gail 《無法掩蓋》專輯
- 2023年　一圈一圈－歌詞　蓋兒 Gail 《無法掩蓋》專輯
- 2023年　喵喵咪呀－歌詞　郭靜 數位單曲
- 2023年　雪－歌詞　許富凱 《五木大学》專輯
- 2024年　成見－歌詞　陳建瑋 feat.艾怡良
- 2024年　惱羞成愛－歌詞　龔言脩《惱羞成愛》
- 2024年　三分鐘熱度－歌詞　艾怡良《我的問題該問誰》
- 2025年　被放棄的你－歌詞　彭佳慧《完整的大人》

### 演唱作品
- 2007年《I Start to...》個人創作專輯
- 2019年〈追不上的你〉－《潮間帶·三》合輯

## 獎項
- 東森全球新人王歌唱選秀　台灣區冠軍
- 2009年　「2010臺北國際花卉博覽會歌曲創作大賽」亞軍

## 外部連結
- 左光平的Facebook專頁
- 左光平的Instagram帳戶